# Chamaesium wolffianum
Chamaesium wolffianum är en flockblommig växtart som beskrevs av Friedrich Karl Georg Fedde. Chamaesium wolffianum ingår i släktet Chamaesium och familjen flockblommiga växter. Inga underarter finns listade i Catalogue of Life.